# Cumbres de San Bartolomé
Cumbres de San Bartolomé és un poble de la província de Huelva (Andalusia), que pertany a la comarca de Sierra de Huelva.

## Demografia
| 1996 | 1998 | 1999 | 2000 | 2001 | 2002 | 2003 | 2004 | 2005 | 2006 |
| ---- | ---- | ---- | ---- | ---- | ---- | ---- | ---- | ---- | ---- |
| 597  | 575  | 572  | 575  | 557  | 553  | 541  | 523  | 500  | 490  |

## Dades Estadístiques
- http://www.juntadeandalucia.es/institutodeestadistica/sima/htm/sm21028.htm